# Toribio Antillon
Toribio Antillon (San Juan, 1 november 1856 - Manilla, 1 september 1913) was een Filipijns decoratief en scenografisch kunstschilder. Hij was de meest gevraagde Filipijnse scenografisch schilder van zijn tijd.

## Biografie
Toribio Antillon werd geboren op 1 november 1856 in San Juan in de Filipijnse provincie La Union. Zijn ouders waren Eriberto Antillon en Maria Asona Montes. Van 1872 tot 1874 studeerde hij aan de Escuela Normal de Maestros. Aansluitend volgde hij onderwijs aan de Academia de Dibujo y Pinturo. Tijdens zijn tijd aan deze schilderacademie liep hij stage in scenografische schilderkunst bij twee Italiaanse werkten voor een rondreizende Italiaanse operagroep. Deze vorm van schilderkunst werd in de Filipijnen in die tijd nauwelijks op niveau beoefend. Na afloop van hun contract bij de operagroep begonnen de twee Italianen voor zichzelf met Antillon als hun assistent. Ze decoreerden huizen van welgestelden, kerken, publieke bouwwerken en toneeldoeken.
Na verloop van tijd begon Antillon voor zichzelf. Hij decoreerde theaters in Variedades en Tondo. Ook kreeg hij opdrachten voor muurschilderingen, plafondschilderingen en paneelwerken het Colegio de San Juan de Letran, het Ateneo Municipal de Manila en het Colegio de San Francisco Javier. Tevens schilderde hij voor toneelvoorstellingen in de theaters van Manilla en kreeg hij opdrachten van de diverse rondreizende Tagalog toneelgroepen. Hij decoreerde de huizen van vele bekende en welgestelde inwoners van Manilla, waaronder die van Gregorio Araneta en Arcadio Arellano. Ook decoreerde hij kerken op vele plaatsen op Luzon.
Antillon overleed in 1913 op 56-jarige leeftijd in de Filipijnse hoofdstad Manilla. Hij was getrouwd met Margarita Borja en kreeg met haar een dochter.